# Grethe Wolan
Grethe Beate Wolan (* 15. Oktober 1968 in Trondheim) ist eine norwegische Curlerin. 
Ihr internationales Debüt hatte Wolan bei der Europameisterschaft 1997 in Füssen, sie blieb aber ohne Medaille.
Wolan war Ersatzspielerin der norwegischen Mannschaft bei den XX. Olympischen Winterspielen in Nagano im Curling. Die Mannschaft um Skip Dordi Nordby belegte den fünften Platz.